# Alastair Gatt
Alastair Gatt (* 3. März 1966) ist ein schottischer Badmintonspieler. 

## Karriere
Alastair Gatt wurde erstmals 1996 schottischer nationaler Meister. Drei weitere Titel folgten bis 2003. 1998 gewann er die Austrian International, 2000 die Irish Open. 1993, 1999 und 2001 nahm er an den Badminton-Weltmeisterschaften teil.

## Sportliche Erfolge
| Saison | Veranstaltung                     | Disziplin    | Platz | Name                             |
| ------ | --------------------------------- | ------------ | ----- | -------------------------------- |
| 1996   | Schottland: Einzelmeisterschaften | Herrendoppel | 1     | Alastair Gatt / Craig Robertson  |
| 1998   | Austrian International            | Herrendoppel | 1     | Craig Robertson / Alastair Gatt  |
| 1999   | Weltmeisterschaft                 | Mixed        | 17    | Alastair Gatt / Kirsteen McEwan  |
| 1999   | Weltmeisterschaft                 | Herrendoppel | 33    | Alastair Gatt / Craig Robertson  |
| 2000   | Irish Open                        | Herrendoppel | 1     | Alastair Gatt / Craig Robertson  |
| 2000   | Schottland: Einzelmeisterschaften | Herrendoppel | 1     | Alastair Gatt / Craig Robertson  |
| 2001   | Weltmeisterschaft                 | Herrendoppel | 33    | Alastair Gatt / Craig Robertson  |
| 2001   | Schottland: Einzelmeisterschaften | Herrendoppel | 1     | Alastair Gatt / Craig Robertson  |
| 2003   | Schottland: Einzelmeisterschaften | Herrendoppel | 1     | Alastair Gatt / Kenny Middlemiss |